# Golden Best ～15th Anniversary～
『Golden Best ～15th Anniversary～』在慶祝ZARD出道15週年紀念所推出的雙CD精選大碟。其中三個初回限定版連DVD『AQUA ～Summer～』、『CRYSTAL ～Autumn to Winter～』、『DREAM ～Spring～』及通常版雙CD裝。

## 銷量

### Oricon
雖然此專輯的宣傳時間不到一個月，但獲得了自『時間の翼』發行5年8個月以來首次ORICON周榜冠軍。專輯冠軍獲得數至此為10作。2006年11月月榜排名第二。由於此專輯的銷量，ZARD自2000年以來首次年間總銷量超過50萬張，同時自1999年以來首次進入女性年間總銷量前十（第八）。此專輯2006年年間排名為第26位。坂井泉水的訃告被報導的2007年5月28日的ORICON日榜從前一天的100名圈外急上升至第6位，於2007年6月11日，成為ORICON史上首個從300名圈外急上升至第3名的作品。坂井泉水死後僅2周內就獲得了超過10萬張得銷量。6月18日更上升至第二名，死後7周內一直保持前十名。這也是ZARD自『ZARD BEST ～Request Memorial～』發行7年半以來首次銷量超過50萬張的專輯。此專輯獲得2007年年榜第19位，稍高於前年的第26位。

### 日本唱片協會
累計出貨量超過100萬枚，被認定為百萬銷量。

## 收錄曲
作詞、演唱均為坂井泉水。
★：獲得ORICON冠軍的單曲　○：突破百萬銷量的單曲　▲：原創專輯收錄曲

### Disc1
1. Good-bye My Loneliness
  - 作曲：織田哲郎　編曲：明石昌夫

第1張單曲
2. 拥抱不眠之夜 
  - 作曲：織田哲郎　編曲：明石昌夫・池田大介

第4張單曲
3. IN MY ARMS TONIGHT
  - 作曲：春畑道哉　編曲：明石昌夫

第5張單曲
4. 別認輸 ★○
  - 作曲：織田哲郎　編曲：

第6張單曲
5. 你不在 
  - 作曲：栗林誠一郎　編曲：明石昌夫

第7張單曲
6. 搖擺的想念 ★○　
  - 作曲：織田哲郎　編曲：明石昌夫

第8張單曲
7. 再多些 再多一些... 
  - 作曲：栗林誠一郎　編曲：明石昌夫

第9張單曲
8. 肯定无法忘怀 ★
  - 作曲：織田哲郎　編曲：明石昌夫

第10張單曲
9. 即使悠游在愛裡疲憊不堪 ★
  - 作曲：織田哲郎　編曲：明石昌夫

第11張單曲《即使悠游在愛裡疲憊不堪／Boy》的第1首歌。
10. OH MY LOVE▲
  - 作曲：織田哲郎　編曲：明石昌夫

第5張原創專輯《OH MY LOVE》的收錄曲。
11. 明明离你那么的近 ★ 
  - 作曲：栗林誠一郎　編曲：明石昌夫

第12張單曲
12. 好想感受你的存在 
  - 作曲：織田哲郎　編曲：織田哲郎

第13張單曲
13. 看不见爱 
  - 作曲：小澤正澄　編曲：

第15張單曲
14. 永别至今仍在這心中 ★
  - 作曲：栗林誠一郎　作曲：

第16張單曲

### Disc2
1. MY FRIEND★○
  - 作曲：織田哲郎　編曲：

第17張單曲
2. 敞開心扉 ★
  - 作曲：織田哲郎　編曲：池田大介

第18張單曲
3. TODAY IS ANOTHER DAY▲
  - 作曲：織田哲郎　編曲：池田大介

第七張原創專輯《TODAY IS ANOTHER DAY》的收錄曲。
4. Don't you see!★
  - 作曲：栗林誠一郎　編曲：

第19張單曲。不同於單曲版本，與收錄於精選專輯《ZARD BLEND ～SUN&STONE～》的版本相同。
5. 永遠 [album mix] ★
  - 作曲：徳永暁人　編曲：徳永暁人

第22張單曲。不同於單曲版本，與收錄於第八張原創專輯《永遠》的版本相同。
6. My Baby Grand～期待那温存～ 
  - 作曲：織田哲郎　編曲：池田大介

第23張單曲
7. 转动命运之轮 ★
  - 作曲：栗林誠一郎　編曲：池田大介

第25張單曲。初次收錄於專輯的單曲版本。
8. Get U're Dream
  - 作曲：大野愛果　編曲：

第32張單曲
9. 想更靠近看你的侧脸 
  - 作曲：大野愛果　編曲：池田大介

第37張單曲
10. 今天让我们来促膝长谈吧 
  - 作曲：大野愛果　編曲：徳永暁人

第39張單曲
11. 繁星的光芒呀 
  - 作曲：大野愛果　編曲：

第40張單曲《繁星的光芒呀／宛如等待夏日的风帆》A面歌曲。
12. 宛如等待夏日的风帆 
  - 作曲：大野愛果　編曲：

第40張單曲《繁星的光芒呀／宛如等待夏日的风帆》A面歌曲。
13. 点燃心火 
  - 作曲：大野愛果　編曲：

第42張單曲。首次收錄於專輯。